# Little Plumstead
Little Plumstead – wieś w Anglii, w hrabstwie Norfolk. Leży 9 km na wschód od Norwich i 165 km na północny wschód od Londynu.